# 나카무라 호쿠토
나카무라 호쿠토(일본어: 中村 北斗, 1985년 7월 10일 ~ )는 일본의 전 축구 선수이다.

## 구단 경력
그는 2004년부터 2019년까지 J리그의 아비스파 후쿠오카, FC 도쿄, 오미야 아르디자, 아비스파 후쿠오카, V-파렌 나가사키에서 활동하였다.

## 국가대표팀 경력
그는 2005년 FIFA 세계 청소년 축구 선수권 대회에 참가할 일본 U-20 국가대표팀에 발탁되었으며, 4경기에 출전했다.